# Sempervivum arachnoideum
Sempervivum arachnoideum és una espècie de planta amb flors de les crassulàcies (Crassulaceae). És planta nadiua dels Alps, Apenins i Carpats. Fa 8 cm d'alt per 30 cm d'ample, és una planta suculenta que fa una roseta i és perenne utilitzada com planta ornamental per colonitzar zones seques. El seu epítet específic arachnoideum es refereix a les seves rosetes que semblen teranyines. Floreix al juliol amb flors rosades hermafrodites.
Aquesta planta ha guanyat l'Award of Garden Merit de la Royal Horticultural Society.

## Referències

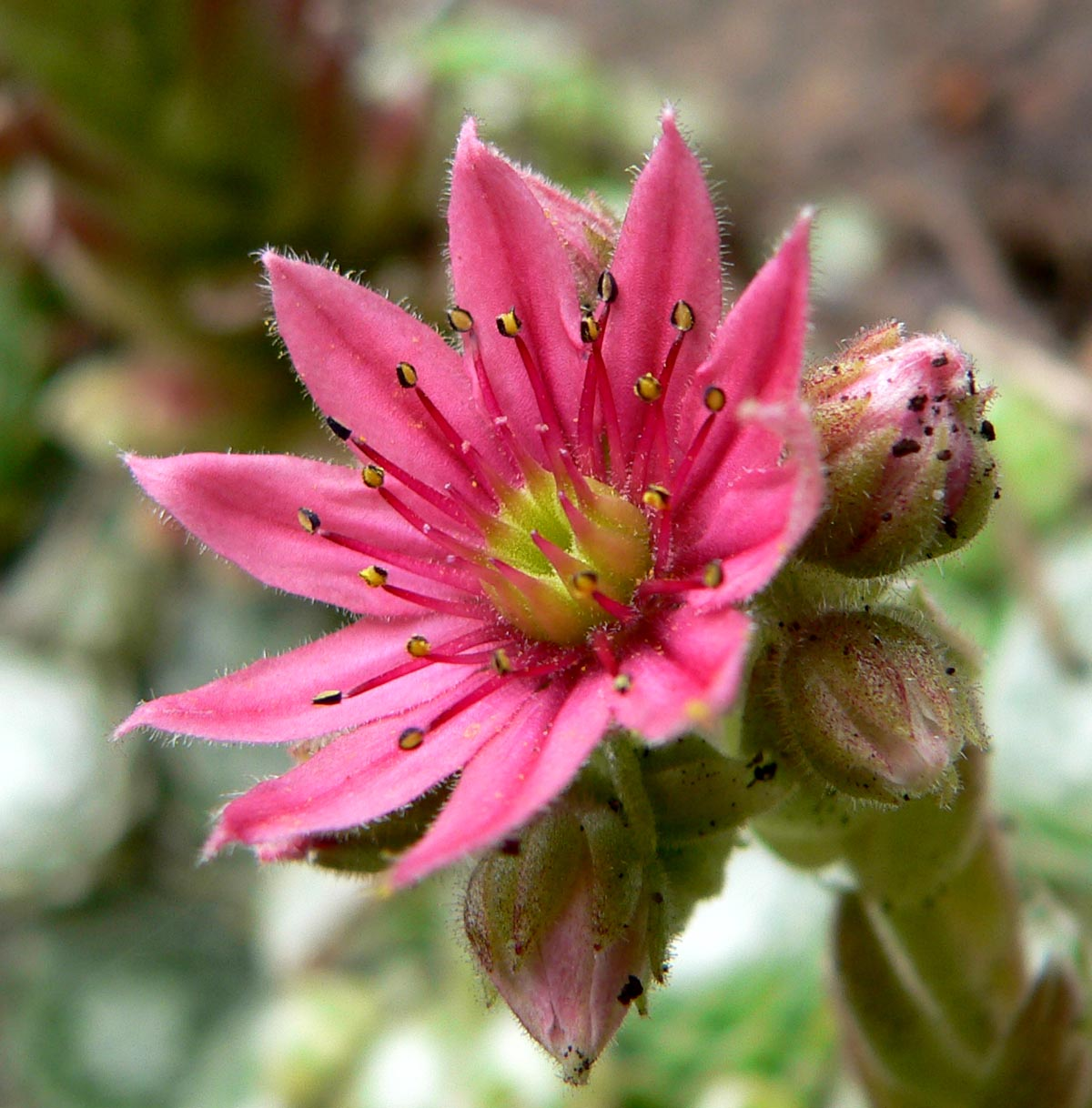
S. arachnoideum flor
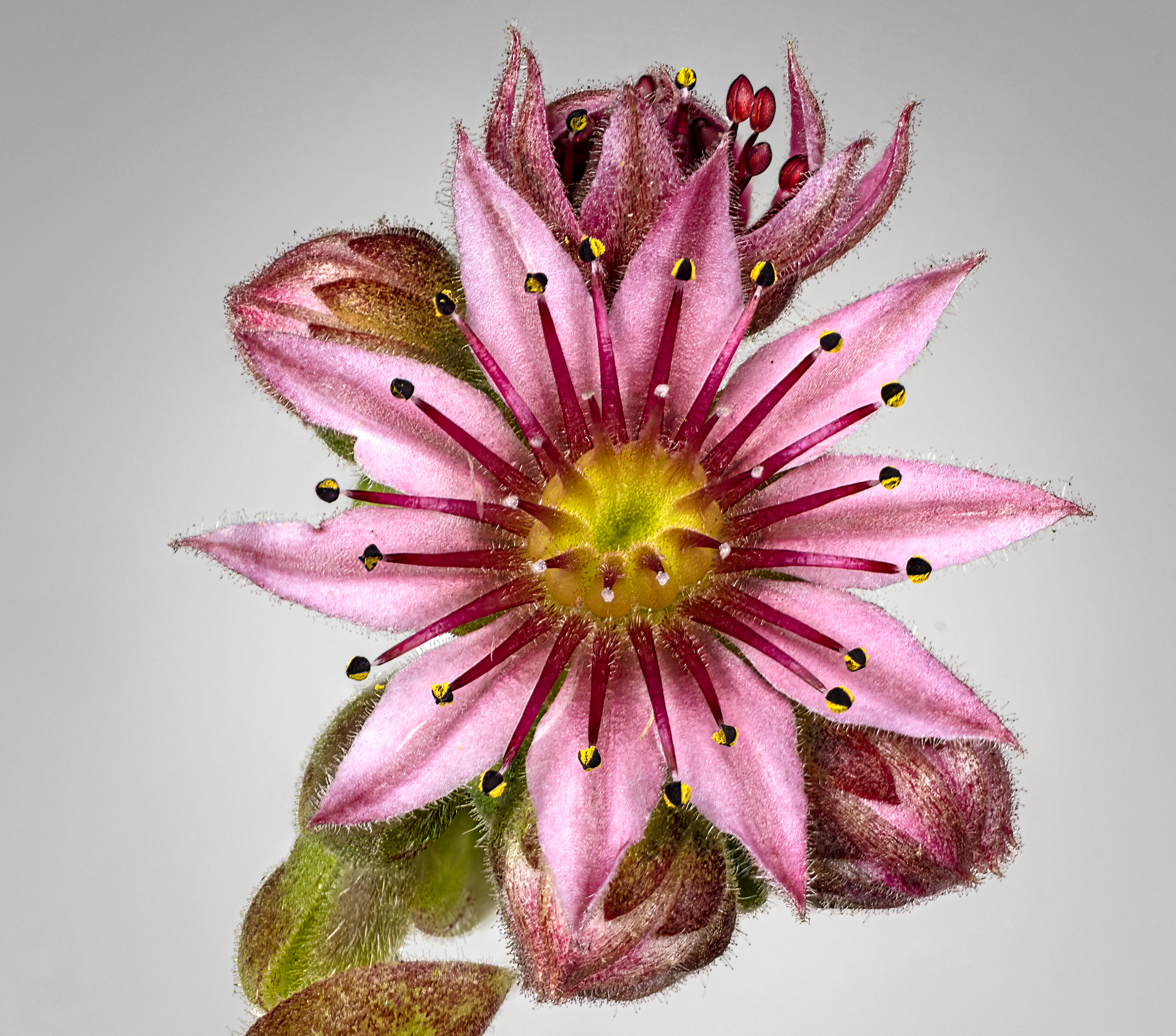
Flor
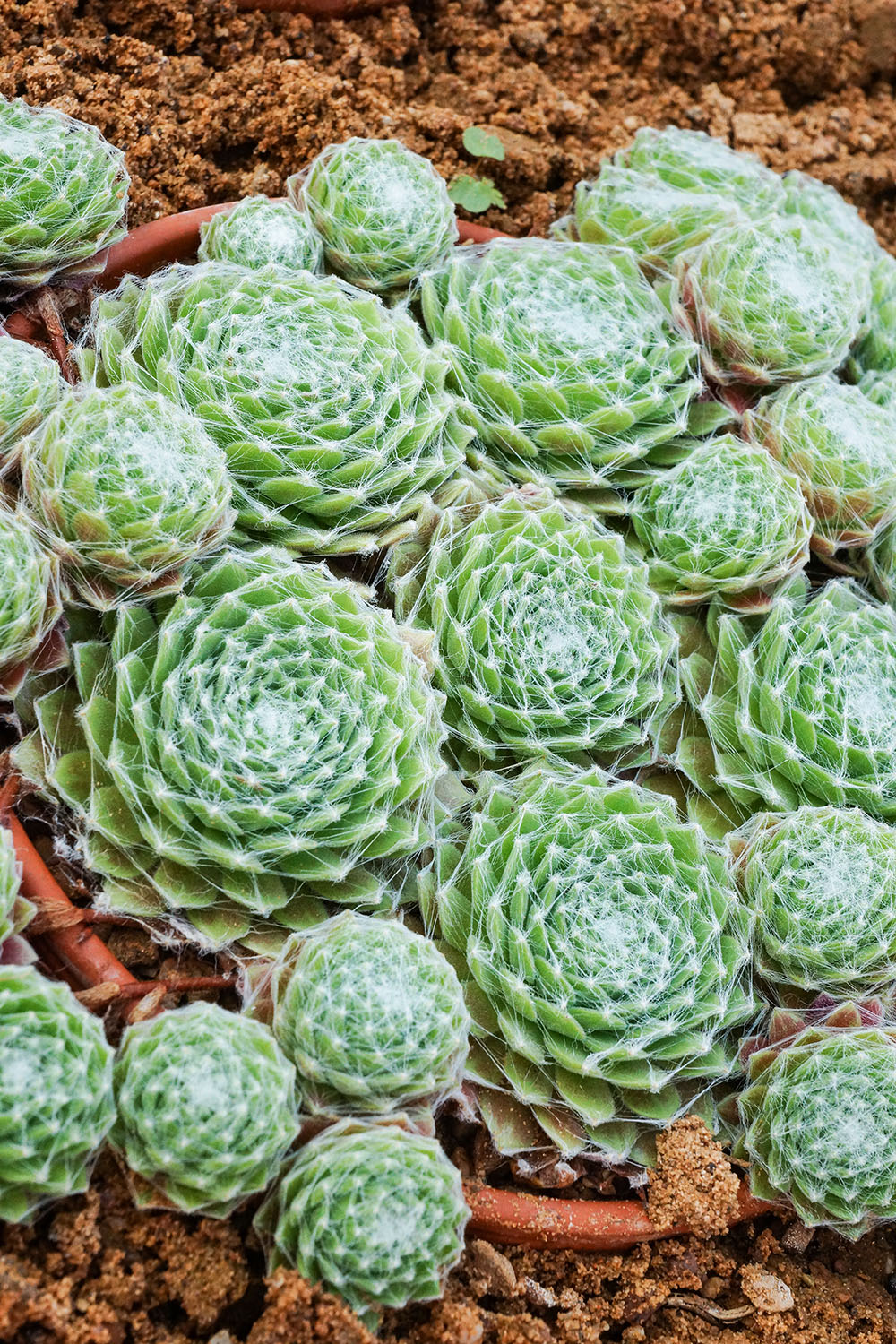
Teranyines